# Luke Hansard
Luke Hansard, född 5 juli 1752, död 29 oktober 1828, var en brittisk boktryckare.
Hansard blev 1774 underhusets boktryckare, och tryckte förutom dettas Journals ett flertal andra för noggrant och snabbt utförande berömda verk av Edmund Burke, Harris med flera. Han äldste son Thomas Curson Hansard (1776-1833) grundade ett eget tryckeri och tryckte bland annat Parlimentary debates samt författade handboken Typographia (1825).